# Wilhelm Werner
Wilhelm Werner, właśc. Christian Wilhelm Werner (ur. 3 marca 1794 w Warszawie, zm. 16 maja 1842 w Ozorkowie) – fabrykant związany z Ozorkowem.

## Życiorys
W 1820 Ignacy Starzyński – założyciel osady fabrycznej w Ozorkowie – popadł w konflikt z jedynym farbiarzem, Samuelem Wegnerem, który przeniósł się do Konstantynowa Łódzkiego. Było to problematyczne dla lokalnych tkaczy, w związku z czym Starzyński nawiązał kontakt z Wilhelmem Wernerem, którzy przybył do miejscowości w kwietniu 1821. Zamieszkał na terenie folwarku Strzeblew przy ul. Wigury 3 (dawn. ul. Browarna), a działalność uruchomił w czerwcu 1821. W 1823 podpisał umowę z Komisją Rządową Wojny, która zleciła mu farbowanie mundurów Wojska Polskiego Królestwa Kongresowego. W celu realizacji zamówienia zajął nieużytkowaną farbiarnię w Zgierzu (byłą fabrykę Karla Gottlieba Sängera). Jakość jego realizacji przyczyniła się do nadania mu przez władze Królestwa Polskiego orderu św. Anny. Rozwoju przedsiębiorstwa nie powstrzymały cła nałożone przez Rosję w 1831. W latach 30. XIX w. podjął się realizacji jednej z pierwszych na ziemiach polskich cukrowni. Skierował swojego brata do Francji na studia związane z cukrownictwem. Po jego powrocie wspólnie prowadzili cukrownię w Leśmierzu. Około 1840 Wilhelm Werner przejął cukrownię w całości. Był też właścicielem majątków ziemskich, m.in. Lućmierza i Puczniewa.
Werner sfinansował około 80% kosztów budowy kościoła ewangelicko-augsburskiego w Ozorkowie. Nie dożył dnia pierwszej mszy w kościele. W obiekcie znajduje się tablica pamiątkowa poświęcona Wilhelmowi Wernerowi.
Po śmierci Wernera w 1842 zarząd nad jego majątkiem przejęła żona Matylda Ritzenstein. Został pochowany w Grobowcu Wernerów na cmentarzu ewangelicko-augsburskim w Ozorkowie.
Zachował się dom Wernerów z 1821, położony przy ul. Wigury 7 w Ozorkowie.

### Życie prywatne
Wilhelm Werner był czwartym z 12 dzieci Samuela Fryderyka Wernera i Anny Rozyny z d. Meisner. Wernerowie byli spolonizowanymi Niemcami przybyłymi na ziemie polskie w XVIII w. z Saksonii.
Pierwszą żoną Wilhelma Wernera była zmarła przy porodzie trzeciego dziecka w 1825 Anna z d. Schroeder. Drugą zaś Matylda Ritzenstein z Łomży. Miał łącznie 12 dzieci:
- Karola Jan Wilhelma Wernera (1820–1873)[12],
- Jan Fryderyka Wernera (1822–1892)[13],
- Ferdynanda Jana Wernera (1825–1876)[14],
- Józefa Wernera (1827–1881)[15],
- Anielę Annę Mejsner (1827–1895)[16],
- Matyldę Paulinę Schlösser (1829 –1904)[17],
- Leopolda Wernera (1831–1858)[18],
- Adolfa Wernera (1833–1868)[19],
- Wilhelma Wernera (1835–1851)[20],
- Annę Scheibler (1835–1921) fabrykantkę i filantropkę – żonę fabrykanta Karola Scheiblera[11],
- Helenę Scheibler – żonę Adolfa Scheiblera, brata Karola (1838–1907)[21],
- Jadwigę Karolinę Saenger (1840–1912)[22].

Bratem Wilhelma Wernera był Ferdynand Werner (1799–1870) – warszawski farmaceuta, siostra zaś – Henrietta Wilhelmina była żoną Friedricha Mathiasa Schlössera – ozorkowskiego fabrykanta.

### Szlachectwo
Istnieją 2 hipotezy związane z uzyskaniem przez rodzinę Wernerów herbu Miron, pierwsza z nich związana jest z pradziadkiem Wilhelma – Krzysztofem Józefem Wernerem (ur. w 1718 w Skwierzynie), który miał uzyskać herb dzięki namalowaniu portretu Stanisława Augusta Poniatowskiego w stroju koronacyjnym. Natomiast według kroniki rodzinnej Wernerów, sporządzonej przez Stanisława Wernera, herb miała nadać Heroldia Królestwa Polskiego bratu Wilhelma – Franciszkowi Ferdynandowi Wernerowi – warszawskiemu farmaceucie.